# Comuna Cochirleanca, Buzău
Cochirleanca este o comună în județul Buzău, Muntenia, România, formată din satele Boboc, Cochirleanca (reședința), Gara Bobocu, Roșioru și Târlele. Are o populație de aproximativ 5000 de locuitori și se află în partea de est a județului, în Câmpia Râmnicului. Comuna se află la 28 km de orașul Buzău și este cunoscută pentru Școala de Aplicație pentru Forțele Aeriene „Aurel Vlaicu” din satul Boboc.

## Geografie

### Așezare și subdiviziuni
Comuna Cochirleanca este așezată în Câmpia Râmnicului, în extremitatea de est a județului, la limita cu județul Brăila. Prin comună trece autostrada A7, care leagă Buzăul de Focșani, care însă nu are niciun nod pe teritoriul comunei. Comuna este traversată de șoseaua județeană DJ220, care o leagă spre nord-est de Bălăceanu și spre vest de Poșta Câlnău (unde se intersectează cu DN2) și mai departe de Zărnești, Racovițeni și Murgești. Altitudinea variază între 75–100 m. Reședința comunei este satul Cochirleanca, aflat la o distanță de 28 km față de orașul Buzău și la 28 km față de orașul Râmnicu Sărat, având o suprafață de 78,03 km², din care 74,32 km² reprezintă terenuri agricole.
Comuna cuprinde 5 sate: Cochirleanca (satul de reședință), Boboc, Roșioru, Gara Bobocu și Târlele. Se învecinează la nord cu comunele Ziduri și Bălăceanu, la vest cu comuna Poșta Câlnău, la sud cu comunele Săgeata și Vadu Pașii (toate din județul Buzău), iar la est cu comuna Galbenu din județul Brăila.

### Relief
Are un relief de câmpie, fiind situată în diviziunea Câmpiei Române numită Câmpia Râmnicului. Altitudinea scade de la vest spre est, de la 120 m la 70 m. Altitudinea medie este de 95 m.
La suprafață se găsesc depozite loessoide, urmate de nisipuri și pietrișuri, iar mai în adâncime există argilă care constituie și suportul apelor freatice (aflate la circa 4–10 m adâncime).

### Fauna și flora
Vegetația este de stepă, modificată antropic datorită cultivării terenurilor. Fauna cuprinde rozătoare: iepure de câmp, șoarece de câmp, popândău, hârciog.
Trei cursuri de apă brăzdează teritoriul comunei: Cochirleanca și afluenții săi, Măslina și Slatina. La Roșioru se află un iaz, construit de oameni prin stăvilirea și îndiguirea apelor râului Cochirleanca. Iazul este folosit pentru pescuit și irigații

## Demografie
Componența etnică a comunei Cochirleanca
     Români (88,44%)
     Alte etnii (0,11%)
     Necunoscută (11,45%)
Componența confesională a comunei Cochirleanca
     Ortodocși (88,25%)
     Alte religii (0,13%)
     Necunoscută (11,62%)
Conform recensământului efectuat în 2021, populația comunei Cochirleanca se ridică la 4.654 de locuitori, în scădere față de recensământul anterior din 2011, când fuseseră înregistrați 5.092 de locuitori. Majoritatea locuitorilor sunt români (88,44%), iar pentru 11,45% nu se cunoaște apartenența etnică. Din punct de vedere confesional, majoritatea locuitorilor sunt ortodocși (88,25%), iar pentru 11,62% nu se cunoaște apartenența confesională.

## Politică și administrație
Comuna Cochirleanca este administrată de un primar și un consiliu local compus din 15 consilieri. Primarul, Stancu Nicolae[*], de la Partidul Social Democrat, este în funcție din 2016. Începând cu alegerile locale din 2024, consiliul local are următoarea componență pe partide politice:
|  | Partid                          | Consilieri | Componența Consiliului | Componența Consiliului | Componența Consiliului | Componența Consiliului | Componența Consiliului | Componența Consiliului |
|  | ------------------------------- | ---------- | ---------------------- | ---------------------- | ---------------------- | ---------------------- | ---------------------- | ---------------------- |
|  | Partidul Social Democrat        | 6          |                        |                        |                        |                        |                        |                        |
|  | Alianța pentru Unirea Românilor | 5          |                        |                        |                        |                        |                        |                        |
|  | Partidul Național Liberal       | 4          |                        |                        |                        |                        |                        |                        |

## Economia
Ocupația de bază este agricultura. Se cultivă grâu, porumb și floarea soarelui. Există și suprafețe cu vie hibridă. Se cresc bovine, porcine, ovine, cabaline și păsări.
Pe raza comunei funcționează și câteva unități industriale: Fabrica de confecții de la Boboc, Fabrica de brânzeturi de la Roșioru, abatorul de la Cochirleanca, la care se adaugă morile de făină, mălai și uruială existente la Cochirleanca, Boboc și Roșioru.

## Transport
Comuna este traversată de șoseaua județeană DJ220, care o leagă spre vest de Poșta Câlnău (DN2) și spre nord-est de Bălăceanu. Prin comună trece și calea ferată Buzău-Focșani, pe care comuna este deservită de gara Boboc.

## Educație și cultură
La Gara Bobocu funcționează Școala de Aplicație pentru Aviație Aurel Vlaicu.
În comună sunt trei școli cu clasele I-VIII (două în Cochirleanca și una la Boboc) și trei școli cu clase I-IV (Gara Bobocu, Târlele și Roșioru). Există și 4 grădinițe pentru preșcolari, în toate satele câte una (cu excepția satului Târlele).

## Istorie
Vestigii arheologice au fost descoperite la Roșioru și ele aparțin culturii Sântana de Mureș (sec.III-V d.Hr.). Tot la Roșioru s-a descoperit și un tezaur de monede otomane.
În zona actuală a comunei este atestat în secolul al XVII-lea un sat denumit Tampeni, astăzi dispărut. În secolul al XVIII-lea, moșia Cochirleanca era deținută de Maria Minculeasa, soția paharnicului Mincu, rudă cu familia boierilor Hrisoscoleu. Ea a lăsat această moșie moștenire spitalului Gârlași din Buzău, cu scopul ca veniturile obținute de aici să fie folosite pentru finanțarea funcționării spitalului. După moartea Mariei Minculeasa, însă, boierii Hrisoscoleu au continuat să administreze moșia, dând-o pe mâna unor arendași; statul a cerut în instanță respectarea testamentului și Sultana Hrisoscoleu a trebuit să cedeze pământul statului în 1846.
Satul Boboc a luat naștere pe la 1848, când un mocan, pe nume Radu Bobocu, a construit aici prima casă pe o vatră de sat veche; satul s-a numit la început Bobocu-Siliștea.
Satul Roșioru (denumit și Roșiori în documentele vremii) a fost înființat în 1884 prin împroprietărirea de către stat a însurățeilor, conform legii din 1879. Numele său provine de la cel al cavaleriștilor din războiul de independență al României.
Numele de Cochirleanca provine de la numele pârâului și al unei movile din nordul satului. Pe această movilă creștea în trecut, când nu era arată, o specie de ciupercă comestibilă numită cochirlă sau cocârlă (Marasmius scorodonius), cu pălăria galben-roșcată și cu gust de usturoi.
În Dicționar geografic, statistic, economic și istoric al județului Buzeu, Basil Iorgulescu arăta că această comună făcea parte din plasa Câmpul a județului Buzău, și era aflată la hotarul acestuia cu județul Slam Râmnic. Comuna era formată din satele Aria, Bobocu, Cochirleanca, Movila și Roșiori, având o populație de 1360 de locuitori. În comună funcționau o moară cu aburi, 2 biserici și o școală cu 45 de elevi (din care 10 fete). În același dicționar, se arată că satul Cochirleanca a apărut odată cu stabilirea în preajma anului 1830 a primului locuitor—Ion Găgeanu, un cioban venit aici de prin părțile Vișanilor și Jirlăului (județul Brăila). După zece ani, satul era deja închegat și era cunoscut sub numele de Găgeanu sau Găgeni, de la numele fondatorului său.
Numele de Cochirleni este, însă, menționat în secolul al XVII-lea și a fost păstrat de o vale din zonă, astăzi complet colmatată.
În Primul Război Mondial, comuna a suferit de pe urma regimului de ocupație germană, locuitorii fiind obligați să predea alimente armatei de ocupație. Peste 200 de localnici din satele Găgeanu, Boboc și Roșioru au luptat în armata română în acest război, iar reforma agrară din 1921 a dus la împroprietărirea lor și a altor țărani stabiliți în zonă, care au înființat noul sat Târlele.
În perioada interbelică, proprietățile țărănești s-au fărâmițat progresiv, sau au fost puse gaj pentru credite care nu au mai putut fi plătite, astfel că țăranii au redevenit dependenți de marii proprietari de moșii, ale căror pământuri le lucrau. În acea perioadă, analfabetismul reprezenta o problemă, doar 44% din locuitori fiind absolvenți ai școlii primare, iar dintre aceștia doar 0,1% fiind absolvenți de școală medie.
În 1925, anuarul Socec menționează comuna Cochirleanca cu satele Bobocu, Cochirleanca, Găceanu și Roșiori, cu 2500 de locuitori, în plasa Câlnău a aceluiași județ Buzău. În 1931, comuna a fost divizată: satul Bobocu a format o comună de sine stătătoare în județul Buzău, în vreme ce restul satelor au fost transferate la județul Râmnicu Sărat și au format comuna Regele Carol al II-lea (formată doar din satul Găgeanu). Comuna Regele Carol al II-lea a revenit după sfârșitul dictaturii carliste la numele de Cochirleanca.
În 1950, comuna Cochirleanca a fost transferată la raionul Râmnicu Sărat, iar comuna Bobocu la raionul Buzău; cele două raioane au fost arondate regiunii Buzău și apoi (după 1952) regiunii Ploiești. În 1968, comuna a revenit, în componența actuală, la județul Buzău, reînființat. Tot atunci, localitățile apărute între timp Satu Nou și Câmpia (fostă Robescu) au fost incluse în satele Bobocu, respectiv Cochirleanca.

## Monumente istorice
Două obiective de pe teritoriul comunei Cochirleanca sunt incluse pe lista monumentelor istorice din județul Buzău, ca situri arheologice de interes local. Ambele se află în zona satului Roșioru. Unul, aflat în punctul „Movila Roșioru”, la 400 sud de sat, cuprinde o așezare aparținând culturii Cerneahov din epoca migrațiilor (secolul al IV-lea e.n.) și niște morminte medievale din secolele al XVI-lea–al XVII-lea. Al doilea, aflat la 1 km est de șoseaua dintre Roșioru și Bălăceanu, în locul numit „Valea Cochirleanca”, cuprinde o așezare și o necropolă din epoca migrațiilor (secolele al IV-lea–al V-lea e.n.)

## Personalități născute aici
- Dan Alexe (n. 1961), scriitor, cineast, jurnalist și traducător stabilit în Belgia.